# Erigorgus cubitator
Erigorgus cubitator är en stekelart som beskrevs av Aubert 1960. Erigorgus cubitator ingår i släktet Erigorgus och familjen brokparasitsteklar. Inga underarter finns listade i Catalogue of Life.